# 牙买加文学
牙买加是一个西印度群岛国家，官方语言为英语，牙买加土语则是生活中最流行的语言。该国的民间文学历史较为悠久，殖民时代来自西非的奴隶们就留下了许多口传的故事，许多是基于阿散蒂人的传统。其中，关于阿南西的故事最受欢迎。到了20世纪初，作家文学开始兴起，一大批作家参与了牙买加本土意识的建构。

## 18世纪
牙买加文学史一般从20世纪早期写起，不过其实更早以前文学萌芽就已出现。18世纪50年代，非裔牙买加人弗朗西斯·威廉姆斯（Francis Williams）就已用拉丁语创作过颂诗。他被蒙塔古公爵送至英格兰学习，以实验黑人是否具有高级学习能力。威廉姆斯因此得以在剑桥大学学习希腊文和拉丁文经典。他后来回到牙买加创办了学校，并创作诗歌。1759年他创作了拉丁文颂歌以欢迎新任总督。他还写了一首民谣，《Welcome, Welcome, Brother Debtor》（热烈欢迎债务人兄弟）。威廉姆斯主要是模仿当时英国作家的风格，这样的做法当时在加勒比文学圈很普遍。

## 19世纪至20世纪初
19世纪初至19世纪60年代，许多牙买加作家创作了模仿性的长篇小说，《巫师哈默尔》（Hamel, The Obeah Man）可能是其中最早的作品。该书没有署名，1827年在伦敦发表，讲述了一名传教士试图煽动当地人对英国人的叛乱，以满足他自己对一位种植园主的女儿的色欲。然而，一位牙买加巫师却阻止了这个计划。最早描写奴隶制残暴性、揭露英国人压迫的小说则是《布沙的情妇》（Busha's Mistress）。该书写于1855年，1910年在《拾穗者日报》（Daily Gleaner）上连载。作者是塞鲁斯·佩尔金斯（Cyrus Perkins），一个定居牙买加的白人医生之子。1862年，米亚内·里德（Myane Reid）出版了《孤立者》（The Maroon），讲述了一位复仇的巫师的故事。该书不以殖民者为男主角，在当时的牙买加小说中是罕见的。同年，《克拉特巴克船长的香槟》（Captain Clutterbuck's Champagne）出版，作者威廉·哈姆利（William G. Hamley），这是一部反对奴隶制的作品。
1857年，玛丽·西科尔出版了自传《西科尔女士旅行记》（Wonderful Adventures of Mrs. Seacole in Many Lands）。西科尔是克里米亚战争的幸存者，她在书中描述了自己如何从牙买加旅行到哥伦比亚、巴拿马，最后到达英格兰，并在前线建立了战地医院，救治英国伤兵。这部自传还是一部女性主义作品，表现了西科尔本人对英国社会的反抗：她不顾政府的阻碍，只做自己想做的事。比如，因为她是黑人，英军不允许她注册为护士，但她依然毅然前往克里米亚。不过，西科尔更多的认同自己是英国人，而不是牙买加人。
直到20世纪初，牙买加的民族主体性才得以浮现。汤姆·雷德坎（Tom Redcam）在他的作品中描绘了这个岛国的美丽，并且凸显了作者作为牙买加人的民族意识。他的作品有短篇小说集《贝卡的白人孩子》（Becka's Buckra Baby, 1903）、诗集《橙谷集及其他诗歌》（Collections of Orange Valley and Other Poems），以及剧本《圣格洛莉娅》（Saint Gloria）。雷德坎的后继者有J·E·克莱尔·麦克法兰，其创立了牙买加诗歌联盟（Jamaican League od Jamaica），编辑了牙买加第一部诗歌年鉴《大海之外》（From Overseas, 1924），并撰写了第一本牙买加文学史著作《建设中的文学》（A Literature in Making, 1930）。不过，这些作家尚未获得国际上的关注。

## 初获国际关注
牙买加第一位引起欧洲人关注的小说家是埃贝特·乔治·德利塞尔（Herbert George de Lisser），他也是《拾穗者日报》的主编。他的作品背景多设定在牙买加，具有鲜明的民族特色。其最重要的作品包括《简的生涯》（Jane's Career, 1914）、《罗斯霍尔的白女巫》（The White Witch of Rosehall，1929）等。前者讲述了一位贫困牙买加女性跻身中产阶层的奋斗历程，后者则描绘了发生在一个种植园的一系列超自然事件。第一位获得国际评论界赞誉的作家则是克劳德·麦凯（Claude McKay），他将自己的黑人性视为创造力的源泉。1912年他离开牙买加赴美国，但仍然被牙买加读者视为自己国家的一员。他最著名的作品有《哈莱姆之家》（Home to Harlem）、《班卓琴》（Banjo），这两部书均出版于1928年。
1930年代，尤娜·马森（Una Marson）登上文坛，她是牙买加文学最有影响力的人物之一。她是一位女性主义者、诗人、剧作家和文学导师。她是第一位自我流放于英格兰的首位英语系加勒比人物，二战之后，加勒比向英国移民将成为风潮。她是广播节目“加勒比之声”（Caribbean Voices）的创立者，这个节目将许多西印度群岛作家介绍给了世界，包括诺贝尔奖获得者V·S·奈保尔、德里克·沃尔科特。马森在戏剧《Pocomania》中描绘了加勒比的宗教生活，并在《卷发》（Kinky Hairs）等诗歌中提倡黑人意识。她批判了西欧的审美标准。
1940年代是一个骚动的时代：民族主义的高涨、寻求独立的政治运动，促使牙买加产生了一批有活力的作家。围绕文学杂志《聚焦》（Focus）形成了一个作家群，杂志的主编是艺术家埃德娜·曼利（Edna Manley）。曼利之子即使后来成为牙买加总理的迈克尔·曼利。曼利认为文学应当介入社会、文化的变迁，培养牙买加的民族主体性。许多作家响应了他的号召，其中的两位：维克多·里德（Victor Reid）和罗杰·梅斯（Roger Mais）极大的丰富了牙买加的文学宝库。里德写了《新的一天》（New Day，1949），这是牙买加第一部民族主义长篇小说，也是首部将牙买加土语用于书面写作的小说。梅斯写了《群山一起欢乐》（The Hills Were Joyful Together，1953），是首部描绘牙买加贫民窟生活的长篇小说。这部小说描绘了牙买加落后的一面，呼唤政治上的改革乃至革命。
梅斯后来在英格兰生活过一段时间，以寻求更好的出版机会。当时，一大批作家都离开了牙买加。其中有一些，如约翰·赫恩（John Hearne）最终回国，而另一些如安德鲁·索尔基（Andrew Salkey）则没有。这成了一种潮流——自二战结束后，许多牙买加作家选择在英国或加拿大生活，少数移民至美国。这些作家中包括小说家及学者奥兰多·H·帕特森（Orlando H.Patterson）、诗人及儿童文学家詹姆斯·贝里（James Berry）、小说家及散文家西尔维娅·温特（Sylvia Wynter）、击鼓诗人林顿·奎西·约翰逊（Linton Kwesi Johnson）。他们的流亡生涯提高了牙买加文学在世界上的知名度。

## 新时期
如果说20世纪五六十年代的牙买加文学是由男性主导的话，70年代女作家们开始展露头角。这时期著名的女作家有路易丝·本内特（Louise Benett）、琼·宾塔·布雷兹（Jean Binta Breeze）。本内特是多才多艺的诗人和演员，能够在背诵自己诗歌的同时融入不同的性格。她对牙买加土语的使用使得她的声音能够传遍这个岛国。布雷兹善于用街头俚语来写诗，其诗的内容往往是表现社会抗议，以及对男权社会的批判。这两位诗人都是“表演诗歌”或“击鼓诗歌”的代表，这种诗歌是为让人听见而非阅读而作，表演时往往还要加上音乐。
20世纪末21世纪初，女作家对文学的参与持续增长，批评家芭芭拉·拉利亚（Barbara Lalla）质疑了男性对文学创作领域的垄断以及牙买加文学作品中对女性的模式化。儿童和青年文学也收到了欢迎，代表作家有琼·德科斯塔（Jean D'Costa）等。